# Веніс-Гарденс (Флорида)
Веніс-Гарденс (англ. Venice Gardens) — переписна місцевість (CDP) в США, в окрузі Сарасота штату Флорида. Населення — 3402 особи (2020).

## Географія
Веніс-Гарденс розташований за координатами 27°4′20″ пн. ш. 82°24′32″ зх. д. / 27.07222° пн. ш. 82.40889° зх. д. (27.072255, -82.408943).  За даними Бюро перепису населення США в 2010 році переписна місцевість мала площу 7,01 км², з яких 6,31 км² — суходіл та 0,70 км² — водойми.

## Демографія
Згідно з переписом 2010 року, у переписній місцевості мешкали 7104 особи в 3336 домогосподарствах у складі 2097 родин. Густота населення становила 1013 осіб/км².  Було 3956 помешкань (564/км²).
Расовий склад населення:
| - 94,8 % — білих - 1,4 % — азіатів - 0,9 % — чорних або афроамериканців - 0,1 % — корінних американців - 1,4 % — осіб інших рас |

До двох чи більше рас належало 1,3 %. Частка іспаномовних становила 5,0 % від усіх жителів.
За віковим діапазоном населення розподілялося таким чином: 14,4 % — особи молодші 18 років, 54,1 % — особи у віці 18—64 років, 31,5 % — особи у віці 65 років та старші. Медіана віку мешканця становила 53,8 року. На 100 осіб жіночої статі у переписній місцевості припадало 88,3 чоловіків;  на 100 жінок у віці від 18 років та старших — 86,0 чоловіків також старших 18 років.
Середній дохід на одне домашнє господарство  становив 60 513 долари США (медіана — 50 612), а середній дохід на одну сім'ю — 71 516 доларів (медіана — 56 273). Медіана доходів становила 36 065 доларів для чоловіків та 33 700 доларів для жінок. За межею бідності перебувало 8,1 % осіб, у тому числі 14,4 % дітей у віці до 18 років та 6,1 % осіб у віці 65 років та старших.
Цивільне працевлаштоване населення становило 3186 осіб. Основні галузі зайнятості: освіта, охорона здоров'я та соціальна допомога — 24,7 %, роздрібна торгівля — 17,1 %, науковці, спеціалісти, менеджери — 11,0 %, мистецтво, розваги та відпочинок — 10,8 %.